# 2016年夏季奥林匹克运动会中国网球队
网球于1896年雅典第一届奥运会的始设项目，1928年荷兰阿姆斯特丹第九届奥运会被取消，至1988年韩国汉城奥运会正式恢复为比赛项目。中国在2004年雅典奥运会网球比赛上，李婷和孙甜甜获得女子双打冠军，首次获得金牌。参加2016年夏季奥林匹克运动会的中国网球队一行共计20人，其中男运动员3人，女运动员5人，官员与工作人员12人；领队孙晋芳。

## 人员构成
官员与工作人员（12人）：

领队：孙晋芳；
 
教练（10人）：蒋宏伟、陈莉、姜山、谢昭、张琪、张宇、理查德（南非）、马丁（捷克）、王金禄和李斌；
 
医生：刘剑伟。
运动员（5人）：

女运动员（5人）： 